# Samuel Kamau Wanjiru

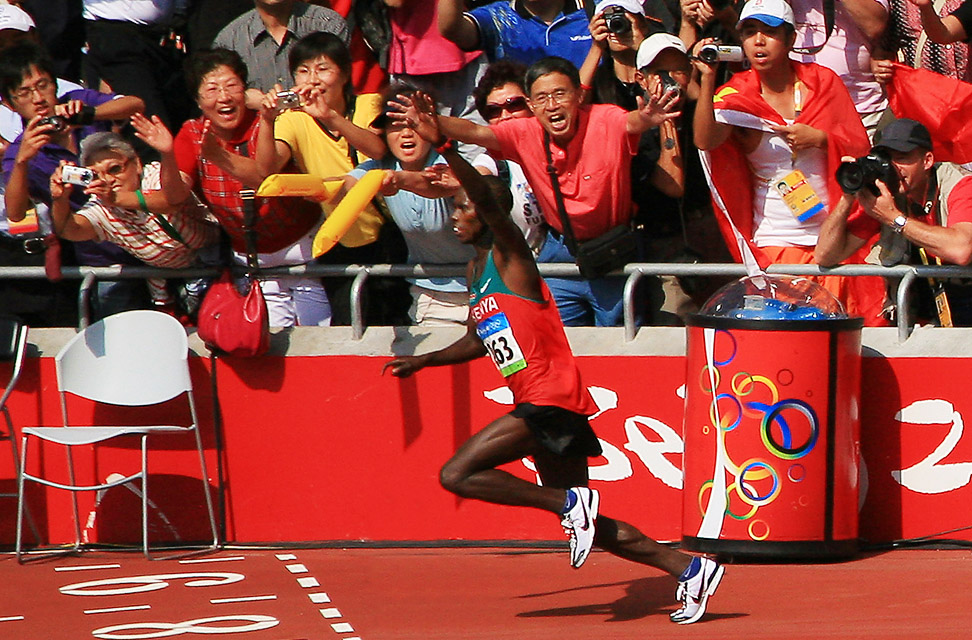
Samuel Kamau Wanjiru beim Zieleinlauf des Marathons der Olympischen Spiele 2008 in Peking

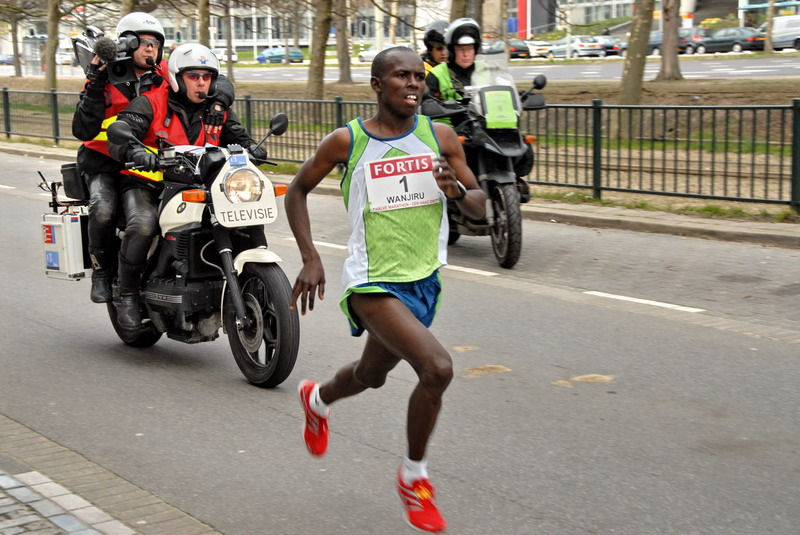
Wanjiru beim Weltrekordlauf in Den Haag 2007

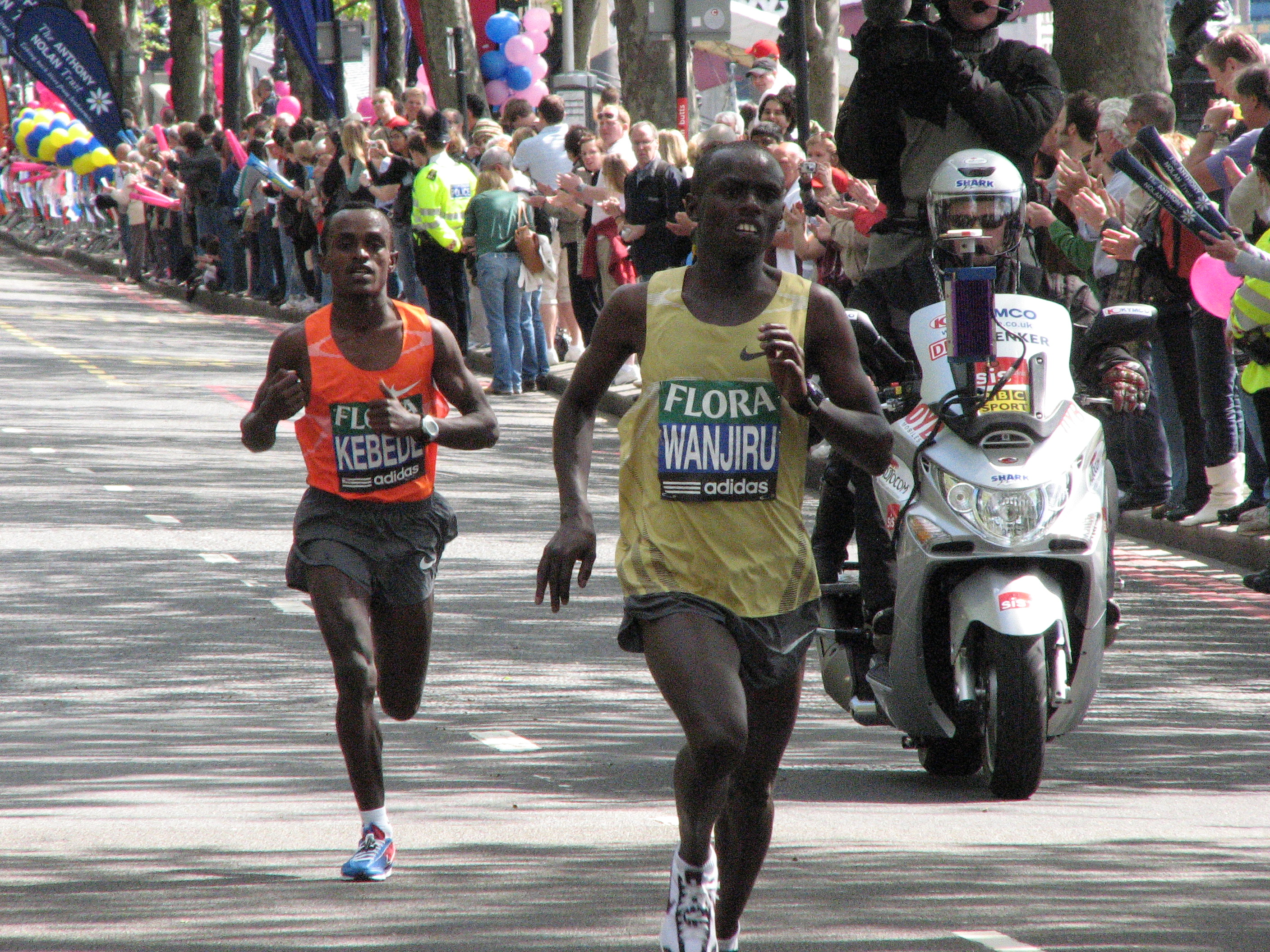
Wanjiru (rechts) vor Tsegay Kebede in der Endphase des London-Marathons 2009

Samuel Kamau Wanjiru (auch Sammy Wanjiru; * 10. November 1986 in Nyahururu; † 15. Mai 2011 ebenda) war ein kenianischer Leichtathlet und Olympiasieger im Marathonlauf.

## Leben
2003 kam der Langstreckenläufer nach Japan, wo er wegen seines Lauftalents an der Sendai Ikuei Gakuen High School in Sendai aufgenommen wurde und erfolgreich an Ekiden-Wettkämpfen teilnahm. 2005 machte er dort seinen Schulabschluss.
Im selben Jahr siegte er beim Sendai-Halbmarathon in 59:43 min und stellte am 26. August in Brüssel mit 26:41,75 min den aktuellen Juniorenweltrekord im 10.000-Meter-Lauf auf. Kurz darauf brach er beim Rotterdam-Halbmarathon mit 59:16 min den sieben Jahre alten Weltrekord von Paul Tergat (59:17 min).
Nach einem relativ erfolglosen Jahr 2006 holte er sich am 9. Februar 2007 beim RAK-Halbmarathon mit 58:53 min den Weltrekord zurück, den ihm Haile Gebrselassie ein Jahr zuvor mit 58:55 min entrissen hatte. Am 17. März 2007 lief er die 21,1 Kilometer beim CPC Loop Den Haag in 58:33 min und verbesserte damit seine Rekordzeit nochmals um 18 Sekunden – und gleichzeitig mit seiner 20-Kilometer-Zwischenzeit (55:31 min) den alten Weltrekord von Gebrselassie über diese Distanz (55:48 min).
Eine Malaria-Erkrankung warf ihn bald darauf zurück. Er verzichtete auf einen Start bei den Leichtathletik-Weltmeisterschaften 2007 und kam bei den Straßenlauf-Weltmeisterschaften 2007 in Udine lediglich auf den 51. Platz.
Bei seinem Debüt auf der Marathonstrecke im Dezember 2007 war er wieder in Hochform: Beim Fukuoka-Marathon stellte er mit 2:06:39 h einen Streckenrekord auf. Beim London-Marathon 2008 wurde er hinter seinem Landsmann Martin Kiptoo Lel Zweiter in 2:05:24 h. Vom kenianischen Leichtathletikverband wurde er daraufhin für den Marathon der Olympischen Spiele 2008 nominiert.
In Peking gelang es ihm trotz der warmen Witterung, dasselbe Tempo wie bei seinen vorherigen Marathonläufen einzuschlagen. Bei km 37 schüttelte er seinen letzten Verfolger, den zweimaligen Weltmeister Jaouad Gharib, ab. Mit 2:06:32 h blieb Wanjiru fast drei Minuten unter dem olympischen Rekord, den Carlos Lopes 1984 aufgestellt hatte, und wurde der erste kenianische Marathon-Olympiasieger.
2009 stellte er Streckenrekorde sowohl beim London-Marathon (2:05:10 h) wie auch beim Chicago-Marathon (2:05:41 h) auf. Zudem sicherte er sich den Gesamtsieg in der Serie 2008/09 der World Marathon Majors.
2010 wurde er Zweiter beim Halbmarathonbewerb des Mardi Gras Marathons, geschlagen von Lel. Beim London-Marathon gab er nach 27 Kilometern wegen Knieschmerzen auf. Im Herbst gelang ihm die Titelverteidigung in Chicago, wo er sich in einem dramatischen Finish gegen den London-Gewinner Tsegay Kebede durchsetzte.
Samuel Kamau Wanjiru war 1,63 m groß und wog 52 kg. Bis 2008 startete er für das Leichtathletikteam von Toyota Motor Kyushu (eine in Kyūshū basierte 100-prozentige Tochter von Toyota), wo er von Kōichi Morishita, dem Gewinner der Silbermedaille beim Marathon der Olympischen Spiele 1992, trainiert wurde. Sein Manager war Federico Rosa. Wanjirus Cousin Joseph Muriithi Riri gehört als Marathonläufer ebenfalls zur Weltklasse.
Am 15. Mai 2011 stürzte er nach einem heftigen Streit mit seiner Ehefrau vom Balkon seiner Wohnung und zog sich einen Schädelbruch und andere schwere Verletzungen zu, an denen er kurz nach der Einlieferung ins Krankenhaus starb. Der kenianischen Polizei zufolge handelte es sich um einen Suizid. Die genauen Umstände seines Todes sind aber trotz einer Obduktion bisher ungeklärt. Seine Mutter Hanna Wanjiru geht von einem Mord aus und beruft sich dabei auf einen der obduzierenden Pathologen, der den Tod auf eine schwere Kopfverletzung zurückführt, die mit einem stumpfen Gegenstand zugefügt wurde. Ein offizielles Ermittlungsergebnis gibt es nicht.
Wanjiru war bis zu seinem Tod mit der kenianischen Sängerin Triza Njeri verheiratet. Diese hatte ihn im Dezember 2010 wegen versuchten Mordes angezeigt, die Anzeige aber später zurückgezogen. Er soll sie und seinen Leibwächter während eines Streits mit einer Kalaschnikow bedroht haben. Seine Frau zog diese Anzeige später zurück, reichte aber die Scheidung ein. Zuletzt wurde gegen ihn wegen illegalen Waffenbesitzes ermittelt. Eine Gerichtsverhandlung stand unmittelbar bevor.

## Persönliche Bestzeiten
- 5000 m: 13:12,40 min, 29. April 2005, Hiroshima
- 10.000 m: 26:41,75 min, 26. August 2005, Brüssel
- 20-km-Straßenlauf: 55:31 min, 17. März 2007, Den Haag
- Halbmarathon: 58:33 min  (bis 21. März 2010), 17. März 2007, Den Haag
- Marathon: 2:05:10 h, 26. April 2009, London